# Lidamarte de Armenia
Lidamarte de Armenia es un libro de caballerías escrito en Valladolid, en 1568, por el poeta y retórico Damasio de Frías y Balboa, que capta un momento en la evolución del libro hacia un concepto más amplio de la ficción caballeresca, sin dejar de ser claramente un libro de aventuras.
Aunque en 1560 dejó de ser asiento de la Corte, Valladolid en la segunda mitad del siglo XVI era todavía un centro importante del arte, de la cultura y la fermentación intelectual renacentista. Abierta a los vientos del siglo, sobre todo a las brisas italianas, residencia de una minoría selecta de humanistas poseedora de casas editoriales nada despreciables, y sede de la corte de los Almirantes de Castilla, seguía ostentando un ambiente propicio al cultivo de las letras.